# Bodine Monet
Bodine Hilhorst (Haarlem, 20 januari 2001), beter bekend onder haar artiestennaam Bodine Monet, is een Nederlands zangeres van Canadese afkomst.

## Biografie
Bodine Monet werd geboren in Haarlem en groeide op in Zandvoort. Op achtjarige leeftijd nam ze voor het eerst zangles en in 2014 en 2016 deed ze mee aan The Voice Kids. Bij haar tweede deelname wist ze de finale te halen. In 2019 deed Bodine Monet mee aan speciale aflevering van het televisieprogramma Beste Zangers met enkel YouTube-artiesten. Een jaar later deed ze mee aan het SBS6 programma We Want More.
In februari 2024 volgde Das Deutsche Finale, de Duitse preselectie voor het Eurovisiesongfestival 2024. Tijdens een writer's camp schreef ze het nummer Tears Like Rain. Met dit nummer trad ze aan in de finale, waarin ze op de vierde plaats eindigde.

## Discografie

### Singles
| Jaar | Titel             |
| ---- | ----------------- |
| 2024 | "Tears Like Rain" |
| 2024 | "I Lose 3x"       |
| 2025 | "Reckless Car"    |